# Клуб Дого
Клуб Дого (на италиански: Club Dogo) е италианска музикална хип-хоп група, създадена в Милано през 2002 г. веднага след разпадането на групата Сакре Скуоле.
Групата се състои от рапърите Джейк Ла Фурия и Гуе Пекеньо, и продуцента Дон Джо.

## История на групата

### Сакре Скуоле (1999 – 2001)
Групата е родена от приятелството между Гуе Пекеньо и Дарджен Д'Амико, съученици и автори на песни, към които впоследствие се присъединяват авторът на песни и MC Джейк Ла Фурия. Фронтменът, заради неговата харизма, е Дарджен Д'Амико, на когото другите двама музиканти винаги признават заслуга за първоначалното си творческо израстване. Групата си сътрудничи с изпълнители като Соло Дзипо, Чийф, Диджей Енцо, Диджей Скицо и Диджей Дзак (от Елиен Арми) – утвърдени представители на италианската ъндърграунд хип-хоп сцена.
През 1999 г. групата пуска албума си 3 MC's al cubo („Трима MC на куб“) с изпълнителен продуцент Чийф. Приблизително по същото време Дон Джо (MC и продуцент) започва да работи в тясно сътрудничество с триото, продуцирайки песен от албума.
Групата се разпада през 2001 г. поради конфликти между Дарджен Д'Амико и Джейк Ла Фурия.

### АлбумиMi fistиPenna capitale(2002 – 2006)
След опита със Сакре Скуоле Джейк Ла Фурия и Гуе Пекеньо се присъединяват към Дон Джо, образувайки нова група, наречена Клуб Дого. Името произлиза от аржентинското дого – порода кучета, особено подходяща за лов. Независимият им дебют се състои с Mi fist - самопродуцирана LP, издадена през 2003 г. Музикалното продуценство е поверено на Дон Джо в сътрудничество с Дарджен Д'Амико, Акен (Винченцо да Виа Анфоси) и Исам Ламаизлам – MC от болонския хип-хоп колектив Порционе Масича Кру.
Успехът на Mi fist е такъв, че той е преиздаден през 2004 г. от лейбъла Вибрарекърдс. Впоследствие албумът и групата са наградени на MC Giaime 2004, където получават наградата за най-добър албум и най-добър изпълнител / група. Също през 2004 г., в сътрудничество с Порционе Масича Кру, групата публикува микстейпа PMC VS Club Dogo – The Official Mixtape.
През март 2006 г., след множество концерти на живо в периода 2004 – 2005 г., излиза вторият им албум Penna Capitale („Смъртно наказание“) с продуцент Дон Джо, подпомогнат в някои парчета от сътрудничеството на италиано-аржентинеца Шабло, карибския певец Рикардо Филипс, Диджей Шока, Деда (член на музикалната група Сангуе Мисто), MC Марс, Маракеш и Liv L'Raynge.

### АлбумVile denaroи договор с Върджин Рекърдс (2007 – 2008)
На 18 май 2007 г. е издаден албумът Vile denaro („Подли пари“), предшестван от сингъла Mi hanno detto che... („Казаха ми, че...“). Дискът е записан в по-качествени звукозаписни студия от миналото и е мастериран в Sterling Sound Studio в Ню Йорк. Този запис дава на групата нова и по-голяма видимост, като заема видни места в хип-хоп вестници като Groove Magazine, но също и в други издания като сп. Ролинг Стоун и в. Кориере дела Сера. Договорът с голям лейбъл всъщност за пореден път предизвика спор относно „продажбата“ на италианския хип-хоп на звукозаписните компании. Клуб Дого постига добър успех (дебютира на номер 11 в Италианската класация за продажби) с албум, в който е очевидно влиянието на танцовата музика от началото на 1990-те години. Сред сътрудничествата се открояват тези с Винченцо да Виа Анфоси и Маракеш, представени със стихове в парчето Puro Bogotà.
Вторият сингъл от албума е Tornerò da re („Ще се върна като крал“). Във видеклипа на песента Елена Грималди – известна тогавашна италианска порнозвезда, се появява в две версии: цензурирана и нецензурирана версия.
Същата година излиза порнографският филм Mucchio selvatico, режисиран от Матео Суейц, в който участва и Клуб Дого.
В края на 2007 г. триото публикува видеоклипа на Puro Bogotà, автопродуциран между Милано и Будапеща и групата е поставена начело в класациите на най-гледаните италиански музикални видеоклипове в мрежата; Клуб Дого започва да бъде една от най-популярните италиански групи в Ютюб.
В началото на 2008 г. групата си сътрудничи в компилацията Benvenuti nella giungla, в която участват всички членове на Дого Генг, с продуценти Дон Джо и Делетерио.

### АлбумDogocraziaи договор с Юнивърсъл Рекърдс (2009)
На 5 юни 2009 г. Dogocrazia излиза с лейбъла на Юнивърсъл Рекърдс Италия. В албума има 15 парчета и няколко сътрудничества както с италиански изпълнители (Джей-Акс, Терон Фабио от Суд Саунд Систем), така и с чуждестранни рапъри като Кул Джи Рап.
Първият сингъл от албума е Sgrilla. Той предизвика редица полемики и в него групата рапира доста вулгарно. Впоследствие е пуснат видеоклипът на песента Brucia ancora („Още гори“), направен с рапъра Джей-Акс, и накрая вторият сингъл Boing. Във въпросния албум има два ремикса: един на Amore infame, изпят с Даниеле Вит, и един на Sgrilla с Вака, Нойз Наркос, Ентò и Некс Касел, невключени в оригиналния запис, а достъпни само в iTunes.
С излизането на този албум Клуб Дого се утвърждават като една от най-известните италиански хип-хоп групи. Въпреки че не получава голямо представяне по радиото и телевизията, албумът дебютира на седмо място в Класацията за най-продаваните албуми в Италия и остава там повече от три месеца. В официалното турне те представят записа на Идроскало-то в Милано пред над 5000 зрители и обикалят Италия нон стоп.
Те се появяват в италианското издание на сп. Плейбой от октомври 2009 г.
През 2009 г. те също така се появяват в реклама на Найк заедно с футболиста Марио Балотели. На 8 юни 2010 г. излиза книгата La legge del cane („Законът на кучето“), написана от Гуе Пекеньо и Джейк Ла Фурия, за изд. Add editore.
На 10 юни 2010 г. триото участва в Музикалните награди Уинд със сингъла Ubbidirò заедно с Биаджо Антоначи.
На 5 юли 2010 г. триото участва във фестивала Heineken Jammin' Festival заедно с Блек Айд Пийз, Сайпръс Хил, N.E.R.D. и Маси Атак.

### АлбумChe bello essere noiи паралелни проекти (2010 – 2012)
На 29 юни 2010 г. на официалния уебсайт на Клуб Дого е пуснат сингълът Per la gente („За хората“), който предшества издаването на албума Che bello essere noi („Колко е хубаво да бъдеш нас“), издаден на 5 октомври. Също така предшестван от сингъла Spacco tutto („всичко“) и видеоклипа на песента Voi non siete come noi („Вие сте като нас“), албумът дебютира на втора позиция в Италианската класация за албуми. Във въпросния албум има два ремикса като бонус песни: Spacchiamo tutto remix, ремикс на Spacco tutto с Ентикс, Енси, Вака и Емис Кила, и ремиксът на Per la gente, изпълнен от Дон Джо.
На 13 октомври 2010 г. вестник Кориере дела Сера посвещава на албума цяла страница.
На 15 октомври Джейк Ла Фурия и Гуе Пекеньо гостуват в ток шоуто Le invasioni barbariche на живо по италианския телевизионен канал LA7. Впоследствие те участват в радиопредаването Deejay Chiam Italia на Радио Диджей и по телевизията в програмите Colorado, Chiambretti Night и други.
През ноември 2010 г. те написват и пеят джингъла на Deejay TV въз основа на песента D.D.D.
През януари 2011 г. се появяват в италианското издание на сп. Плейбой.
От март 2011 г. са главните герои на телевизионната програма Un giorno da cani по Deejay TV. От работата, извършена за програмата, се ражда EP-то Un giorno di cani.
В края на април 2011 г. членовете на групата се опитват в поредица от солови проекти: Джейк Ла Фурия си сътрудничи с Енси и 2nd Roof Music, продуцирайки сингъла 100K, а Гуе Пекеньо издава първия си самостоятелен албум, озаглавен Il ragazzo d'oro, с участието на италианските хип-хоп изпълнители като Caprice, Канеда, Duellz, Винченцо да Виа Анфоси, Вака, Бейби Кей и Емис Кила.
На 14 юни 2011 г. Дон Джо и Шабло издават Thori & Rocce - диск, който вижда участието на група изпълнители, представляващи цялата италианска сцена: освен самите Клуб Дого участват и някои изпълнители от Дого Генг, както и Duellz, Фабри Фибра, DJ Shocca, Баси Маестро и др. Първият сингъл е Le leggende non muoiono mai („Легендите никога не умират“) с Нойз Наркос, Клуб Дого, Джей-Акс, Маракеш и Фабри Фибра.
През юли 2011 г. излиза видеото, в което Клуб Дого си сътрудничи с певеца Пино Ското и участва в неговата програма Database по Rock TV. През 2012 г. излиза новата версия на Thori & Rocce, която е EP с четири ремикса на песни, първоначално включени в албума.
През 2012 г. излиза микстейпът Fastlife Mixtape Vol. 3 на Гуе Пекеньо. Микстейпът може да се похвали с някои сътрудничества в Дого Генг и извън колектива, като Енси, Дзули, Енто, Федец и Емис Кила.

### АлбумNoi siamo il clubи други проекти (2012 – 2013)
На 7 юни 2012 г. излиза шестият студиен албум на групата, озаглавен Noi siamo il club („Ние сме клубът“), предшестван от три сингъла: Cattivi esempi („Лоши примери“), издаден на 24 април, Chissenefrega (in discoteca) („На кого му пука (в дискотеката)), издаден на 6 май, и едноименният Noi siamo il club, издаден на 22 май.
Впоследствие групата участва в албума Hanno ucciso l'Uomo Ragno 2012 на Макс Пецали, пеейки с него Con un deca. Няколко дни по-късно се появяват други видеоклипове, извлечени от Noi siamo il club: Erba del diavolo, P.E.S. (по радиото от 17 юли), Collassato, Tutto ciò che ho (по радиото от 15 октомври) и Se tu fossi me (по радиото от 10 ноември). Албумът е сертифициран като златен за над 30 хил. продадени копия в Италия, докато сингълът P.E.S. е сертифициран като двойно платинен за над 60 хил. продадени копия; през март 2013 г. албумът е сертифициран като платинен за над 60 хил.продадени копия. В същия период групата гостува на шоуто за таланти Amici di Maria De Filippi заедно с Фабри Фибра, Незли и Емис Кила. На 3 април 2013 г. техният Ютюб канал е затворен поради „многократни или сериозни нарушения на правилата на Ютюб, които забраняват съдържание, предназначено да тормози или заплашва“. След това каналът е възстановен няколко дни по-късно.
На 5 април 2013 г. в iTunes излиза Business – първият сингъл от втория самостоятелен албум на Гуе Пекеньо, озаглавен Bravo ragazzo. По повод наградите MTV Italia Awards 2013 групата е номинирана в категорията „Най-добра група“. На 14 юни излиза видеоклипът на друга песен, извлечена от Noi siamo il club: Sangue blu („Синя кръв“), направена с Джей-Акс.
На 29 октомври излиза Musica commerciale, първият самостоятелен албум на Джейк Ла Фурия.

### АлбумNon siamo più quelli di Mi fistи пауза (2014 – 2017)
На 22 май 2014 г. Клуб Дого публикува трейлър за продължението на Noi siamo il club в Ютюб канала си. На 28 май е обявен сингълът Weekend, издаден цифрово на 2 юни. Продуциран от Дон Джо, той предшества издаването на седмия студиен албум на групата, планиран за септември.
На 11 юли 2014 г. групата обявява заглавието на албума си Non siamo più quelli di Mi fist и датата на излизането му 9 септември. На 22 юли е обявен вторият сингъл Fragili („Крехки“), направен с италианската певица Ариза и издаден на 25 юли. На 28 юли е разкрит списъкът с песните на албума. На 29 август е пуснат трейлър на видеоклипа към песента Sayonara, направен заедно с Леле Спредикато от група Неграмаро и достъпен за дигитално сваляне от 2 септември.
Албумът, сертифициран като златен в Италия в края на октомври 2014 г. за над 25 хил. продадени копия, е популяризиран и от други два сингъла: Sai zio („Знаеш ли, чичо“), издаден на 7 ноември, и Start It Over, направен в дует с Крис Каб и влязъл в радио ротация от 27 март 2015 г. На 27 март Клуб Дого обявяват преиздаване на албума, състоящ се от три компактдиска и DVD, наречен Non siamo più quelli di Mi fist – The Complete Edition и планиран за 5 май 2015 г.
На 27 януари 2015 г. излиза петият студиен албум на Джей-Акс Il bello d'esser brutti, съдържащ дуета с Клуб Дого Old Skull. На 5 май 2015 г. излиза албумът Ora o mai più на Дон Джо, включващ песента Status Symbol, направена с останалите членове на Клуб Дого.
На 19 май 2017 г. излиза Vile Denaro 10th Anniversary - специална версия, която празнува 10 -годишнината на албума Vile Denaro от 2007 г. с ремастерирани песни и ремикси.
На 27 юни 2017 г., по време на промоцията на своя солов албум Gentleman, Гуе Пекеньо заявява в интервю за швейцарския вестник Ticinonline, че събирането на Клуб Дого в момента е малко вероятно, тъй като всички изпълнители са доволни от соловата си кариера.

## Състав
- Гуе Пекеньо – вокал (2002 – до момента)
- Джейк Ла Фурия – вокал (2002 – до момента)
- Дон Джо – семплер, програмиране, глас (2002 – до момента)

## Дискография
- 2003 – Mi fist
- 2006 – Penna capitale
- 2007 – Vile denaro
- 2009 – Dogocrazia
- 2010 – Che bello essere noi
- 2012 – Noi siamo il club
- 2014 – Non siamo più quelli di Mi fist

## Музикални видеоклипове
- 2006 – Butta via tutto
- 2006 – D.O.G.O.
- 2006 – Una volta sola
- 2007 – Mi hanno detto che...
- 2007 – Incubo italiano
- 2007 – Tornerò da re
- 2007 – Puro bogotà
- 2008 – Dogologia
- 2008 – Benvenuti nella giungla
- 2008 – Dogo Gang controlla
- 2009 – Sgrilla
- 2009 – Brucia ancora
- 2009 – Boing
- 2009 – Il mio mondo, le mie regole
- 2009 – Ragazzi fuori
- 2009 – Né fama, né soldi
- 2010 – Per la gente
- 2010 – Spacco tutto
- 2010 – D.D.D.
- 2010 – Voi non siete come noi
- 2010 – Cocaina
- 2010 – Fino alla fine
- 2010 – Ciao proprio
- 2010 – All'ultimo respiro
- 2011 – In mezzo al banco
- 2011 – Quel bikini
- 2011 – Zona di comfort
- 2011 – Scopa, bocce e scala
- 2012 – Cattivi esempi
- 2012 – Noi siamo il club
- 2012 – Chissenefrega (in discoteca)
- 2012 – Erba del Diavolo
- 2012 – Collassato
- 2012 – P.E.S.
- 2012 – Tutto ciò che ho
- 2012 – Se tu fossi me
- 2012 – Minchia boh
- 2012 – Ragazzo della piazza
- 2013 – Ciao ciao
- 2013 – Sangue blu
- 2014 – Weekend
- 2014 – Fragili
- 2014 – Sayonara
- 2014 – Soldi
- 2014 – Sai zio
- 2015 – Lisa
- 2015 – Start It Over